# 17. Arany Málna-gála
A 17. Arany Málna-gálán (Razzies) – az Oscar-díj-átadó paródiájaként – az amerikai filmipar 1996. évi legrosszabb alkotásait, illetve alkotóit díjazták tizenegy kategóriában. A díjazottak megnevezésére 1997. március 23-án, a 69. Oscar-gála előtti estén került sor a Hollywood Roosevelt Hotel „Academy” termében.
1997-ben John Wilson egy új kategóriát vezetett be: A Joe Eszterhas legrosszabban megírt, 100 millió dollár feletti bevételt hozó film díját – utalva ezzel a forgatókönyvíró előző években készített, a kritikusok által rendre lehúzott sikerfilmjeire, az Arany Málna-gálák rendszeres vendégeire (Elemi ösztön, Hiába futsz, Sliver, Showgirls, Jade).
Az 1996-os év „legsikeresebb” alkotása Andrew Bergman krimije, a Sztriptíz lett: 7 jelölésből 6 díjat „nyert el”, köztük a legrosszabb film, a legrosszabb rendező, a legrosszabb női főszereplő (Demi Moore) és a legrosszabb filmes páros (Demi Moore és Burt Reynolds) díjakat. 6-6 jelölést és 1-1 díjat kapott Barb Wire – Bosszúálló angyal és Dr. Moreau szigete. Ugyancsak díjazták a 4 jelöléssel bekerült Lökött bagázs című vígjátékot. Jellemzője volt a 17. díjkiosztó jelöléseinek, hogy egy-egy művész több filmmel is jelölve lett, így viszonylag sok, a 11 kategóriában 37 film került felsorolásra.

## Díjazottak és jelöltek
| „Győztes” |

| Kategória                                                                               | „Győztesek” és jelöltek |
| --------------------------------------------------------------------------------------- | --- |
| Legrosszabb film                                                                        | Sztriptíz, producer: Mike Lobell (Columbia Pictures/Castle Rock Entertainment) |
| Legrosszabb film                                                                        | Barb Wire – Bosszúálló angyal, producer: Mike Richardson, Todd Moyer és Brad Wyman (Gramercy Pictures)                                                                                             |
| Legrosszabb film                                                                        | Ed – Madarat tolláról, producer: Rosalie Swedlin (Universal Studios) |
| Legrosszabb film                                                                        | Dr. Moreau szigete, producer: Edward R. Pressman (New Line Cinema) |
| Legrosszabb film                                                                        | Lökött bagázs, producer: Leslie Belzberg (New Line Cinema/Savoy Pictures) |
| Legrosszabb férfi főszereplő                                                            | Tom Arnold – Kölcsönkinyír visszajár, Idegroncs-derbi és Lökött bagázs (megosztva) Pauly Shore – Kő kövön (megosztva)                                                                              |
| Legrosszabb férfi főszereplő                                                            | Keanu Reeves – Láncreakció |
| Legrosszabb férfi főszereplő                                                            | Adam Sandler – Golyóálló és Happy, a flúgos golfos |
| Legrosszabb férfi főszereplő                                                            | Sylvester Stallone – Daylight – Alagút a halálba |
| Legrosszabb női főszereplő                                                              | Demi Moore – Az esküdt és Sztriptíz |
| Legrosszabb női főszereplő                                                              | Pamela Anderson – Barb Wire – Bosszúálló angyal |
| Legrosszabb női főszereplő                                                              | Whoopi Goldberg – Segíts, mumus!, Eddie és T. Rex, a dinózsaru |
| Legrosszabb női főszereplő                                                              | Melanie Griffith – Hárman párban |
| Legrosszabb női főszereplő                                                              | Julia Roberts – A gonosz csábítása |
| Legrosszabb férfi mellékszereplő                                                        | Marlon Brando – Dr. Moreau szigete |
| Legrosszabb férfi mellékszereplő                                                        | Val Kilmer – Ragadozók és Dr. Moreau szigete |
| Legrosszabb férfi mellékszereplő                                                        | Burt Reynolds – Sztriptíz |
| Legrosszabb férfi mellékszereplő                                                        | Steven Seagal – Tűzparancs |
| Legrosszabb férfi mellékszereplő                                                        | Quentin Tarantino – Alkonyattól pirkadatig |
| Legrosszabb női mellékszereplő                                                          | Melanie Griffith – Mulholland – Gyilkos negyed |
| Legrosszabb női mellékszereplő                                                          | Faye Dunaway – Siralomház és Majomparádé |
| Legrosszabb női mellékszereplő                                                          | Jami Gertz – Twister |
| Legrosszabb női mellékszereplő                                                          | Daryl Hannah – Hárman párban |
| Legrosszabb női mellékszereplő                                                          | Teri Hatcher – A pillangó tánca és 2 nap a völgyben |
| Legrosszabb filmes páros                                                                | Demi Moore és Burt Reynolds – Sztriptíz |
| Legrosszabb filmes páros                                                                | Pamela Anderson „lenyügöző tartozékai” – Barb Wire – Bosszúálló angyal |
| Legrosszabb filmes páros                                                                | Beavis és Butt-head – Beavis és Butt-head lenyomja Amerikát |
| Legrosszabb filmes páros                                                                | Marlon Brando és „az az átkozott törpe” – Dr. Moreau szigete |
| Legrosszabb filmes páros                                                                | Matt LeBlanc és Ed (a gépmajom) – Ed – Madarat tolláról |
| Legrosszabb rendező                                                                     | Andrew Bergman – Sztriptíz |
| Legrosszabb rendező                                                                     | John Frankenheimer – Dr. Moreau szigete |
| Legrosszabb rendező                                                                     | Stephen Frears – A gonosz csábítása |
| Legrosszabb rendező                                                                     | John Landis – Lökött bagázs |
| Legrosszabb rendező                                                                     | Brian Levant – Hull a pelyhes |
| Legrosszabb forgatókönyv                                                                | Sztriptíz, forgatókönyv: Andrew Bergman, Carl Hiaasen könyve alapján |
| Legrosszabb forgatókönyv                                                                | Barb Wire – Bosszúálló angyal, forgatókönyv: Chuck Pfarrer és Ilene Chaiken; a Dark Horse Comics-ban felbukkanó karakterek felhasználásával                                                        |
| Legrosszabb forgatókönyv                                                                | Ed – Madarat tolláról, forgatókönyv: David Mickey Evans; Ken Richards és Janus Cercone ötlete alapján                                                                                              |
| Legrosszabb forgatókönyv                                                                | Dr. Moreau szigete, forgatókönyv: Richard Stanley és Ron Hutchinson; H. G. Wells regénye alapján                                                                                                   |
| Legrosszabb forgatókönyv                                                                | Lökött bagázs, írta: Brent Forrester; James Marshall és Harry Allard figuráinak felhasználásával                                                                                                   |
| Legrosszabb új sztár                                                                    | Pamela Anderson – Barb Wire – Bosszúálló angyal |
| Legrosszabb új sztár                                                                    | Beavis és Butt-head – Beavis és Butt-head lenyomja Amerikát |
| Legrosszabb új sztár                                                                    | Ellen DeGeneres – Szép szőke herceg |
| Legrosszabb új sztár                                                                    | A Jóbarátok „mozisztár-akarok-lenni” szereplői: Jennifer Aniston, Lisa Kudrow, Matt LeBlanc és David Schwimmer                                                                                     |
| Legrosszabb új sztár                                                                    | Az új „komoly” Sharon Stone – Az ördög háromszöge és Az utolsó tánc |
| Legrosszabb „eredeti” dal                                                               | Sztriptíz „Pussy, Pussy, Pussy (Whose Kitty Cat Are You?)” című dala, írta: Marvin Montgomery |
| Legrosszabb „eredeti” dal                                                               | Barb Wire – Bosszúálló angyal „Welcome to Planet Boom! (This Boom's for You)” című dala, írta: Tommy Lee                                                                                           |
| Legrosszabb „eredeti” dal                                                               | Daylight – Alagút a halálba „Whenever There is Love (Love Theme from Daylight)” című dala, írta: Bruce Roberts és Sam Roman                                                                        |
| A Joe Eszterhas legrosszabban megírt, 100 millió dollár feletti bevételt hozó film díja | Twister (Warner Bros.), írta: Michael Crichton és Anne-Marie Martin |
| A Joe Eszterhas legrosszabban megírt, 100 millió dollár feletti bevételt hozó film díja | A Notre Dame-i toronyőr (Walt Disney Pictures) , animációs forgatókönyv: Tab Murphy, Irene Mecchi, Bob Tzudiker és Noni White                                                                      |
| A Joe Eszterhas legrosszabban megírt, 100 millió dollár feletti bevételt hozó film díja | A függetlenség napja (20th Century Fox), írta: Dean Devlin és Roland Emmerich |
| A Joe Eszterhas legrosszabban megírt, 100 millió dollár feletti bevételt hozó film díja | Mission: Impossible (Paramount Pictures), Bruce Geller televíziós sorozatának karaktereit felhasználva, David Koepp és Steven Zaillian ötlete alapján a forgatókönyvet írta: Koepp és Robert Towne |
| A Joe Eszterhas legrosszabban megírt, 100 millió dollár feletti bevételt hozó film díja | Ha ölni kell (Warner Bros.), forgatókönyv: Akiva Goldsman, John Grisham regénye alapján |

## A kategóriákban előforduló filmek
| Jelölés | Díj | Magyar cím                            | Eredeti cím                     |
| ------- | --- | ------------------------------------- | ------------------------------- |
| 7       | 6   | Sztriptíz                             | Striptease                      |
| 6       | 1   | Barb Wire – Bosszúálló angyal         | Barb Wire                       |
| 6       | 1   | Dr. Moreau szigete                    | The Island of Dr. Moreau        |
| 4       | 1   | Lökött bagázs                         | The Stupids                     |
| 3       | 0   | Ed – Madarat tolláról                 | Ed                              |
| 2       | 1   | Twister                               | Twister                         |
| 2       | 0   | Daylight – Alagút a halálba           | Daylight                        |
| 2       | 0   | A gonosz csábítása                    | Mary Reilly                     |
| 2       | 0   | Beavis és Butt-head lenyomja Amerikát | Beavis and Butt-Head Do America |
| 2       | 0   | Hárman párban                         | Two Much                        |
| 1       | 1   | Az esküdt                             | The Juror                       |
| 1       | 1   | Idegroncs-derbi                       | Carpool                         |
| 1       | 1   | Kő kövön                              | Bio-Dome                        |
| 1       | 1   | Kölcsönkinyír visszajár               | Big Bully                       |
| 1       | 1   | Mulholland – Gyilkos negyed           | Mulholland Falls                |
| 1       | 0   | 2 nap a völgyben                      | 2 Days in the Valley            |
| 1       | 0   | A függetlenség napja                  | Independence Day                |
| 1       | 0   | Alkonyattól pirkadatig                | From Dusk Till Dawn             |
| 1       | 0   | A Notre Dame-i toronyőr               | The Hunchback of Notre Dame     |
| 1       | 0   | A pillangó tánca                      | Heaven's Prisoners              |
| 1       | 0   | Az ördög háromszöge                   | Diabolique                      |
| 1       | 0   | Az utolsó tánc                        | Last Dance                      |
| 1       | 0   | Eddie                                 | Eddie                           |
| 1       | 0   | Golyóálló                             | Bulletproof                     |
| 1       | 0   | Happy, a flúgos golfos                | Happy Gilmore                   |
| 1       | 0   | Ha ölni kell                          | A Time to Kill                  |
| 1       | 0   | Hull a pelyhes                        | Jingle All the Way              |
| 1       | 0   | Jóbarátok                             | Friends                         |
| 1       | 0   | Láncreakció                           | Chain Reaction                  |
| 1       | 0   | Majomparádé                           | Dunston Checks In               |
| 1       | 0   | Mission: Impossible                   | Mission: Impossible             |
| 1       | 0   | Ragadozók                             | The Ghost and the Darkness      |
| 1       | 0   | Segíts, mumus!                        | Bogus                           |
| 1       | 0   | Siralomház                            | The Chamber                     |
| 1       | 0   | Szép szőke herceg                     | Mr. Wrong                       |
| 1       | 0   | T. Rex, a dinózsaru                   | Theodore Rex                    |
| 1       | 0   | Tűzparancs                            | Executive Decision              |